# 瑪德琳·卡洛兒
瑪麗莎·瑪德琳·卡洛兒（英語：Marissa Madeline Carroll；1996年3月18日—），通稱為「瑪德琳·卡洛兒」，是一位美國女演員和模特兒，她因在《怦然心動》（2010年）飾演茱莉·貝克（Julianna "Juli" Baker）、《關鍵投票》（2008年）飾演茉莉·約翰森（Molly Johnson）、《鄰家特務》（2010年）和《再造奇蹟》（2012年）而聞名。此外，她也在《惡靈古堡3：大滅絕》（2007年）中飾演白皇后（The White Queen）。
2009年她憑藉《關鍵投票》獲得青年藝術家獎故事片最佳年輕女主角的提名。

## 早年經歷
卡羅兒出生於洛杉磯並在那長大，她的母親是家庭主婦，父親是承包商人，她有三個兄弟，分別叫做迪倫（Dylan）傑克（Jack）和內德（Ned）。她三歲時開始當模特兒，她在三歲時第一次以模特的身份為Sears公司工作；在三歲半的時候出演了自己第一份商業廣告，這部廣告是為了美國費雪玩具公司而拍攝的。之後她在舍曼奧克斯的一家美甲店裏被經紀人溫蒂（Wendy）發現，不久便開始了自己的演藝生涯。

## 個人生活
卡羅兒是一名虔誠的基督徒，並經常在宗教活動和會議以及採訪中談論她的信仰。